# Río Aragvi
El río Aragvi (en georgiano: არაგვი) y su cuenca está situada en Georgia, en la ladera sur de las montañas del Cáucaso. El río tiene 112 kilómetros de largo. La cuenca cubre un área de 2724 km² de estrato terroso, compuesto mayormente de arenisca, roca metamórfica y caliza. La Central hidroeléctrica construida en el río produce la mayor parte de la energía que consume Georgia. Fue construida la presa en 1986 y formó el embalse de Zhinvali. Cerca del embalse se encuentra el castillo de Ananuri con la iglesia de la Asunción.
El río Aragvi se encuentra con el Mtkvari (el nombre en Georgia del río Kurá) a unos kilómetros por debajo de la presa, en Mtsjeta. La posición fortificada de Ananuri se encuentra aguas arriba después de la presa del Aragvi.

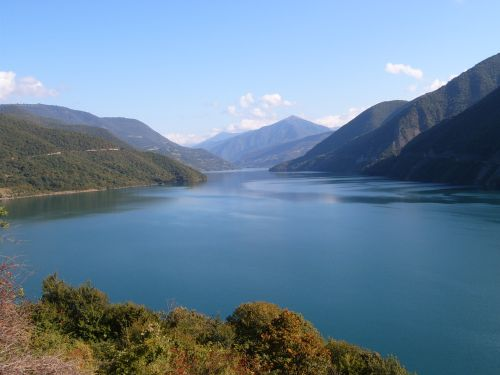
Presa de Zhinvali
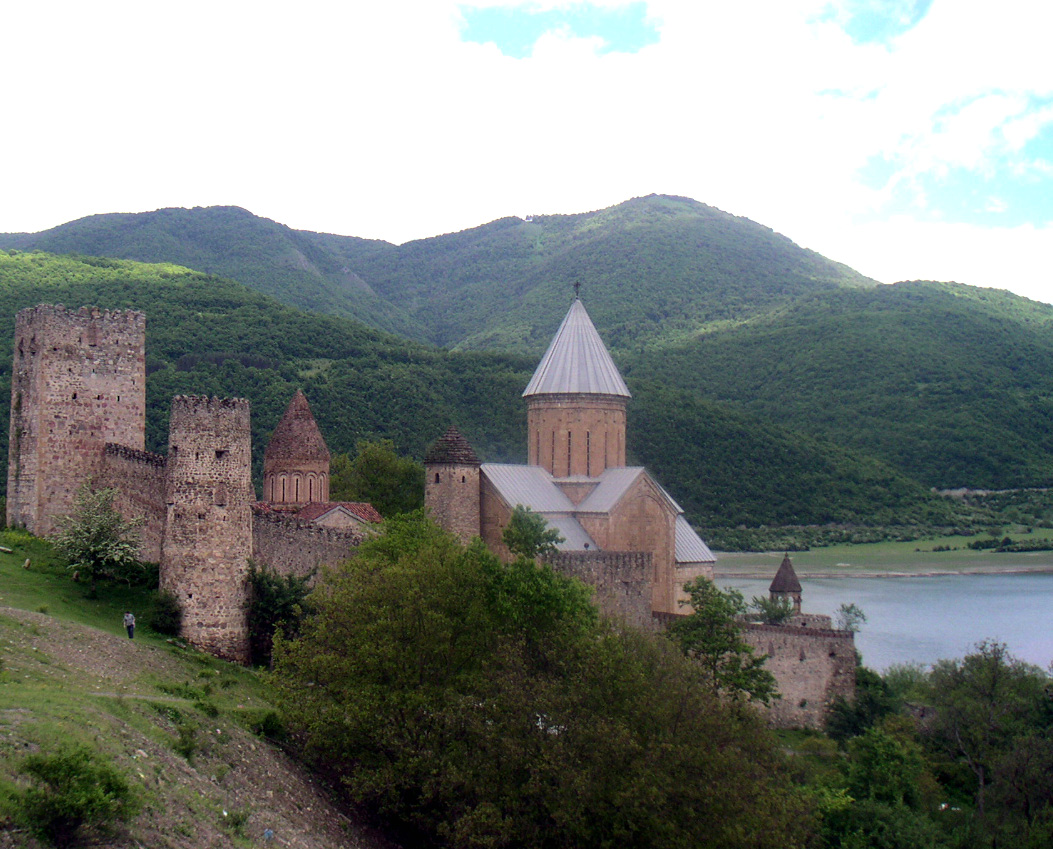
Castillo de Ananuri
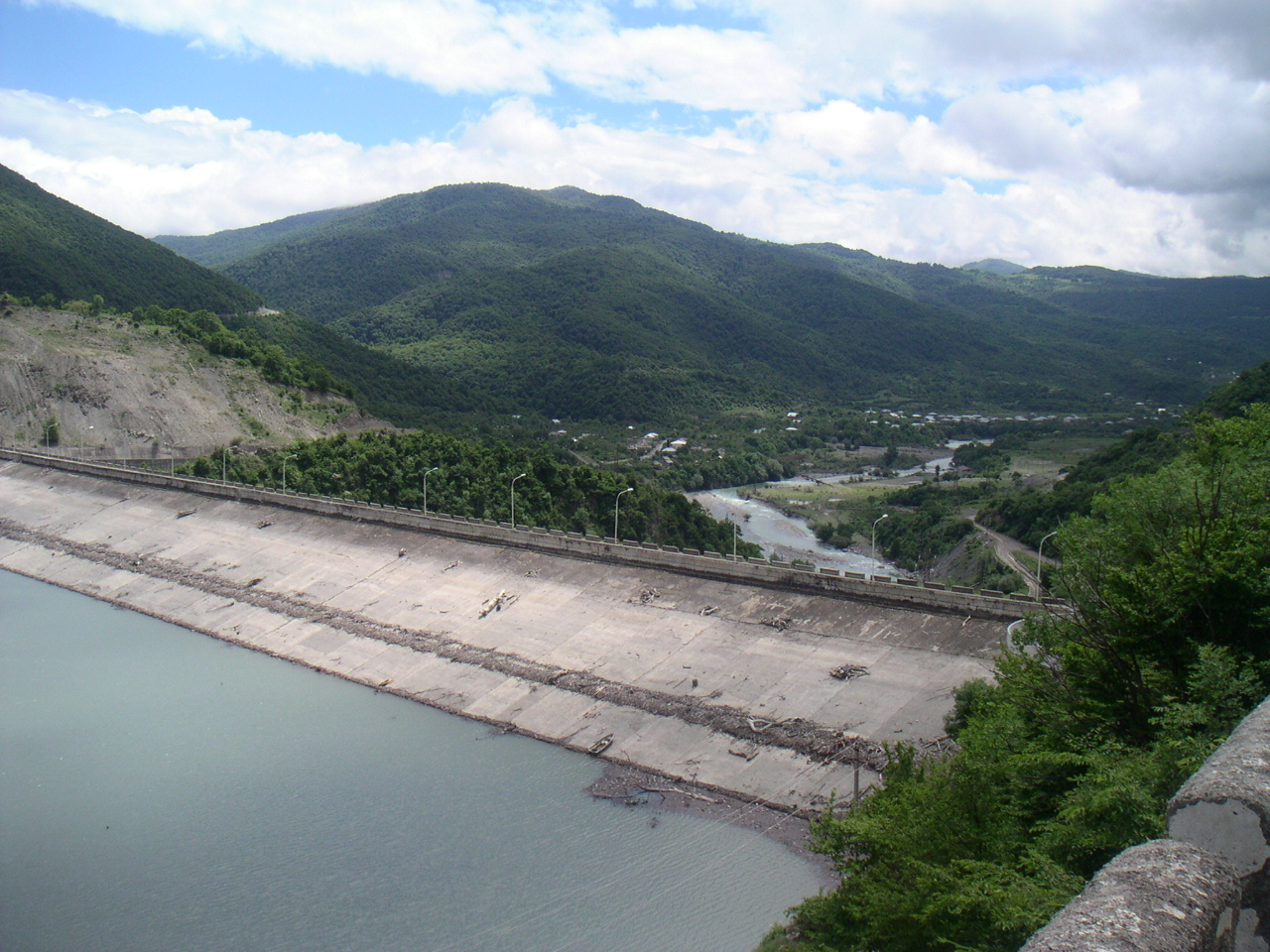
Presa hidroeléctrica de Aragvi